# Smith Miller
Smith Miller (* 30. Mai 1804 bei Charlotte, North Carolina; † 21. März 1872 bei Patoka, Indiana) war ein US-amerikanischer Politiker. Zwischen 1853 und 1857 vertrat er den Bundesstaat Indiana im US-Repräsentantenhaus.

## Werdegang
Im Jahr 1813 kam Smith Miller mit seinen Eltern nach Patoka im Indiana-Territorium. Dort erhielt er eine eingeschränkte Schulausbildung. Danach arbeitete er in der Landwirtschaft. Seit den 1830er Jahren war Miller als Mitglied der Demokratischen Partei politisch aktiv. Von 1835 bis 1839 sowie nochmals im Jahr 1846 war er Abgeordneter im Repräsentantenhaus von Indiana. Außerdem saß er zwischen 1841 und 1844 sowie von 1847 bis 1850 im Staatssenat. Im Jahr 1850 war Miller Delegierter auf einer Versammlung zur Überarbeitung der Staatsverfassung von Indiana.
Bei den Kongresswahlen des Jahres 1852 wurde er im ersten Wahlbezirk von Indiana in das US-Repräsentantenhaus in Washington, D.C. gewählt, wo er am 4. März 1853 die Nachfolge von James Lockhart antrat. Nach einer Wiederwahl konnte er bis zum 3. März 1857 zwei Legislaturperioden im Kongress absolvieren. Diese waren von den Ereignissen und Diskussionen im Vorfeld des Bürgerkrieges geprägt. Nach seinem Ausscheiden aus dem US-Repräsentantenhaus arbeitete Miller wieder in der Landwirtschaft. Im Jahr 1860 war er Delegierter zur Democratic National Convention in Charleston. Er starb am 21. März 1872 in Patoka, wo er auch beigesetzt wurde.